# Ondřej Weissmann
Ondřej Weissmann (* 28. Oktober 1959 in Duchcov, Tschechoslowakei) ist ein tschechischer Eishockeytrainer und ehemaliger -spieler, der seit mehreren Jahren Assistenztrainer der Tschechischen Nationalmannschaft ist.

## Karriere
Ondřej Weissmann spielte zwischen 1975 und 1990 für den CHZ Litvínov in der 1. Liga, nur in den Spielzeiten 1982/83 und 1983/84 ging er aufgrund seines Militärdienstes für den Armeesportklub Dukla Jihlava aufs Eis. Dabei gewann er 1983 und 1984 den Meistertitel der ČSSR. Für Litvínov absolvierte er insgesamt 445 Partien in der höchsten Spielklasse der Tschechoslowakei, in denen er 54 Tore und 52 Assists erzielte. In der Zeit bei Dukla Jihlava brachte er es in 81 Spielen auf 14 Tore und 13 Vorlagen.
Für die tschechoslowakischen Auswahlmannschaften spielte Weissmann bei drei großen Turnieren, der U18-Europameisterschaft 1977 sowie den U20-Weltmeisterschaften 1978 und 1979. Für das Herren-Nationalteam absolvierte er vier Spiele.
In der Saison 1990/91 spielte er in Italien. Danach beendete er seine Karriere und trainierte zunächst bis 1992 die Juniorenmannschaft des HC Teplice. Zwischen 1992 und 1994 war er Assistenztrainer beim HC Litvínov hinter Ivan Hlinka und Josef Beránek senior. In der Spielzeit 1994/95 fungierte er Co-Trainer als von František Vorlíček, bevor beide nach dem 43. Spieltag entlassen wurden. Danach übernahm er die Trainerstelle beim HC Teplice aus der 2. Liga. In der Saison 1996/97 gewann er mit der Juniorenmannschaft des HC Litvínov die tschechische Juniorenmeisterschaft.
Die Saison 1997/98 begann er als Cheftrainer des HC Litvínov, wurde aber nach dem 32. Spieltag durch Ivan Hlinka abgelöst. Zu Beginn der folgenden Saison wurde er erneut zum Cheftrainer seines Heimatvereins berufen, wurde aber nach 13 Spieltagen abgelöst. Danach arbeitete er weiter im Nachwuchsbereich des Vereins, bevor er im Frühjahr 2000 zum HC Slavia Prag wechselte. Dort war er zunächst Assistenztrainer von Jaromír Šindel, danach bis 2007 von Vladimír Růžička, und gewann mit Slavia einen Meistertitel und zwei Vizemeisterschaften.
Zwischen 2010 und 2012 arbeitete er als U20-Nachwuchstrainer beim HC Litvínov, ehe er Mitte Januar 2012 erneut Co-Trainer von Růžička bei Slavia Prag wurde.
Seit 2004 ist Weissmann parallel Co-Trainer der Tschechischen Nationalmannschaft und gewann mit dieser bei der Weltmeisterschaft 2005 und 2010 die Goldmedaille sowie bei den Olympischen Winterspielen 2006 die Bronzemedaille. Im Jahr 2008 betreute er zudem die U20-Juniorenauswahl als Assistenztrainer von Miloslav Hořava senior, die bei der U20-Weltmeisterschaft 2008 den fünften Platz belegte.

## Erfolge
- 1977 Silbermedaille bei der U18-Junioren-Europameisterschaft
- 1983 Tschechoslowakischer Meister mit Dukla Jihlava
- 1984 Tschechoslowakischer Meister mit Dukla Jihlava
- 1997 Tschechischer Juniorenmeister mit dem HC Litvínov
- 2003: Tschechischer Meister mit dem HC Slavia Prag
- 2004: Vizemeister mit HC Slavia Prag
- 2005: Goldmedaille bei der Weltmeisterschaft
- 2006: Bronzemedaille bei den Olympischen Winterspielen 2006
- 2006: Vizemeister mit HC Slavia Prag
- 2010: Goldmedaille bei der Weltmeisterschaft